# František Lesák
František (auch Franz) Lesák (* 1943 in Prag) ist ein tschechisch-österreichischer Bildhauer, Zeichner und Konzeptkünstler.

## Leben und Werk
Nach seiner Ausbildung an der kunstgewerblichen Mittelschule in Uherské Hradiště, ČSSR, zum Steinbildhauer wurde Lesák 1964 an der Akademie der bildenden Künste in Prag (AVU) aufgenommen. Im selben Jahr emigrierte er nach Wien. Dort setzte er sein Studium an der Akademie für angewandte Kunst (heute Universität für angewandte Kunst) in Wien fort. Zwischen 1972 und 1977 hielt er sich für längere Zeit mit Unterstützung des Stedelijk Museum Amsterdam (Atelierprogramm für ausländische Künstler) in Amsterdam auf. Daraus ergaben sich mehrere Ausstellungen in den Niederlanden. 1978 wurde er vom Deutschen Künstlerprogramm DAAD zu einem Arbeitsaufenthalt nach Berlin eingeladen. Von 1979 bis 2003 wirkte er als Ordinarius für Plastisches Gestalten und Modellbau an der Fakultät für Architektur und Raumplanung der Technischen Universität in Wien. 1992 war er Gastprofessor an der Akademie der bildenden Künste in Prag. Eine umfassende Werkschau fand 1997 in der Nationalgalerie in Prag, in der Sammlung moderner und zeitgenössischer Kunst statt.
Lesák arbeitet vor allem in Zyklen, in denen er jeweils spezifische bildnerische Aufgaben behandelt. Ein früher Themenkomplex umfasst die Werkgruppen Formen im Fluss sowie Eingriffe in die Landschaft. In seinen Untersuchungen des Landschaftsmotivs behandelt Lesák zeichnerisch wie auch dreidimensional technoide Eingriffe in den landschaftlichen Raum. Skulpturen und Zeichnungen wie z. B. Geordnete Landschaften, Geteilter Baum und Schneefallgrenze sowie die Installation Baum als Baum getarnt demonstrieren dieses Prinzip. Die Werkgruppe Eingriffe in die Landschaft befindet sich nahezu geschlossen in der Sammlung des FRAC Centre in Orléans.
Mit diesen Werken nahm er an der Ausstellungsreihe Radical Architecture teil, die in Köln, Lyon und Sevilla zu sehen war. Hier wird der Zusammenhang mit der gleichnamigen Bewegung der siebziger Jahre sichtbar. So gestaltete Lesák 1974 das Titelblatt für die Zeitschrift Casa Bella, in der diese künstlerische Tendenz prominent vorgestellt wurde. Wie für diese Phase der Konzeptkunst typisch, bezog Lesák auch performative Strategien in seine Arbeit ein. In Erlebnis Sand ließ er sich lebendig am Sandstrand begraben, um die räumliche Wirkung seiner anschließenden Befreiungsaktion photographisch festzuhalten.
Mit Aufkommen portabler Videoaufzeichnungssysteme in den siebziger Jahren erfolgte die Arbeit an experimentellen Filmen. Bei der Trigon ’73, einer der ersten Ausstellungen in Mitteleuropa, die sich neuen Medien zuwandte, waren Arbeiten zu sehen, die sich medienspezifisch mit den neuen elektronischen Ausdrucksmitteln auseinandersetzten. In den Videofilmen wie Demonstrationsfeld oder Machtspiele untersuchte Lesák das Verhältnis zwischen realem und medialem Raum.
In dem vierzehn großformatige Zeichnungen umfassenden Zyklus mit dem Titel Große Stillleben, der zwischen 1974 und 1978 entstand, ging es Lesák um die Darstellung von zeitlichen Abläufen in einem starren Medium wie der Zeichnung. Die genaue Bestandsaufnahme von Alltagsgegenständen auf Ess- oder Werktischen, die ihm als Projektionsfläche dienten und auf denen die Objekte ihre Standorte im Laufe einer bestimmten Zeit (Tage oder Wochen) veränderten, war die Grundlage für eine zeichnerische Dokumentation dieses Prozesses. Eine weitere große Werkgruppe Morgen-Mittag-Abend entstand aus seiner Beschäftigung mit den „Heuhaufen“-Motiven Claude Monets, die von Lesák exemplarisch in die dritte Dimension umgesetzt und u. a. im Van Gogh Museum, Amsterdam, ausgestellt wurden. Immer wieder macht sich Lesák auch das Problem der Vielansichtigkeit eines Gegenstandes zum Thema seiner Zeichnungen. Wider die Begrenztheit, in einer Zeichnung immer nur eine Ansicht wiedergeben zu können, entwickelte Lesák ein System, wie er in mehreren Phasen die verschiedenen Ansichten eines Gegenstandes, dessen Vorder- bzw. Rückseite, festhalten konnte. Daraufhin entstanden mehrere Zyklen, u. a. Bonjour Monsieur Courbet (1987), Der Hermeskopf von Praxiteles – Punktieren mit Licht (2003–2010) sowie Waldlandschaften (2014).
Lesák ist Autor zahlreicher Texte, die sowohl sein eigenes Werk kommentieren als auch im Allgemeinen auf Fragen von Wahrnehmung und Raum eingehen.
Er lebt in Wien und Neu-Nagelberg (Gem. Brand-Nagelberg), Niederösterreich.

## Auszeichnungen
- 1972 Theodor-Körner-Preis
- 2013 Preis der Stadt Wien für Bildende Kunst

## Ausstellungen

### Einzelausstellungen (Auswahl)
- 2021 Secession, Wien

- 2014 Haus der Kunst und Architektur, Budweis
- 2007 Galerie Cora Hölzl, Düsseldorf
- 2006 Galerie Grita Insam, Wien
- 2003 Galerie Grita Insam, Wien
- 2001 Künstlerhaus, Wien
- 1997 Nationalgalerie, Sammlung moderner und zeitgenössischer Kunst, Prag
- 1995 Museum moderner Kunst Stiftung Ludwig, Wien
- 1995 Van Gogh Museum, Amsterdam
- 1994 Neue Galerie am Landesmuseum Joanneum, Graz
- 1987 Neue Galerie am Landesmuseum Joanneum, Graz
- 1980 Walker Art Center, Minneapolis
- 1977 Stedelijk Museum, Amsterdam
- 1977 Galerie nächst St. Stephan, Wien
- 1973 Galerie de Mangelgang, Groningen
- 1973 Galleria del Cavallino, Venedig
- 1972 Neue Galerie am Landesmuseum Joanneum, Graz
- 1971 Kunstmuseum Bochum

### Gruppenausstellungen (Auswahl)
- 2015 Relief(s). Designing the Horizon, FRAC Centre, Orléans
- 2009 Die Ruhe ist ein spezieller Fall der Bewegung, Kunstmuseum Vaduz/Liechtenstein
- 2006 Architektur wie sie im Buche steht, Architekturmuseum in der Pinakothek der Moderne, München
- 2002–2004 radical architecture, Köln, Lyon, Sevilla
- 1984 Drawings 1974–1984, Hirshhorn Museum and Sculpture Garden, Washington
- 1975 Trigon ’75, Identität, Künstlerhaus, Graz
- 1973 Trigon ’73, Audiovisuelle Botschaften, Künstlerhaus, Graz
- 1973 „Biennale de jeunesse“, Paris

## Werke in öffentlichen Sammlungen
- Albertina, Wien
- FRAC Centre, Orléans
- Kunstmuseum Bochum
- Lehmbruck Museum, Duisburg
- Museum moderner Kunst Stiftung Ludwig, Wien
- Niederösterreichisches Landesmuseum, St. Pölten
- Staatsgalerie, Stuttgart
- Stedelijk Museum, Amsterdam
- Stedelijk van Abbe Museum, Eindhoven
- Walker Art Center, Minneapolis

## Eigene Texte (Auswahl)
- Wespennest, Heft Nr. 119, Wien 2003, S. 82–85, Heft Nr. 132, Wien 2000, S. 105–110
- Befehlsräume. Über die Einsamkeit eines Massenturners, in: Hermann Hendrich (Hg.), raum, anschaulich. Zur Phänomenologie des architektonischen Raumes. Gumpoldskirchen – Wien, [-de’A-] Verlag 2007
- Präzision als Tugend, als Notwendigkeit, als Selbstzweck, in: Ákos Moravánszky, Ole W. Fischer (Hrsg.), Precisions. Architektur zwischen Wissenschaft und Kunst. Architecture between Sciences and Arts, TheorieBau Band 1. dt., engl. Berlin, jovis Verlag 2008, S. 138–165
- …vidím jen to, co vím (… ich sehe nur das, was ich weiß, dt.), ausgewählte Texte (1973–2013) in tschechischer Sprache, Verlag archa, Zlín, 2013
- Adhering to the Text: Notes on the Observation and Description of a House in a Novel, in: Joseph Masheck (ed.), Mostly Modern: Essays in Art and Architecture. Hudson Hills Press, 2015
- Häuser unter Beobachtung: Texte zu Wahrnehmung und Beschreibung. Walter de Gruyter, Berlin/Boston 2017